# 小林靖子
小林 靖子（こばやし やすこ、1965年4月7日 - ）は、日本の脚本家・漫画原作者。東京都江東区出身。特撮テレビドラマ作品やアニメ作品を主に手がける。愛称は「靖子にゃん」。

## 略歴
高校時代にシナリオ・センターの通信講座を1年間受講する。神戸山手短期大学卒業後、コンピューター・ソフトウェアの会社でプログラマーとして働いていたが、ある日偶然見た『特警ウインスペクター』の影響で特撮に興味を持つ。その後『特捜エクシードラフト』のシナリオを書いてテレビ朝日の「ご意見・ご感想」コーナーに送付する。普通なら単なるファンレター的産物として相手にされないところ、同作のメインライターである宮下隼一や、制作会社の東映で同作を受け持っていたプロデューサーの堀長文の目に留まり、それから毎週『特捜エクシードラフト』の台本が送られて来るようになった。その後、本格的に脚本家になることを意識し、再びシナリオ・センターで学ぶ。
1993年、『特捜ロボ ジャンパーソン』第40話「基地爆破5秒前」でデビュー。当初は会社に勤めながらの兼業作家として数話を担当するぐらいであったが、1997年の『電磁戦隊メガレンジャー』からは専業作家となり新戦士登場篇・新ロボ登場篇・最終三部作第1話などを担当し、翌年の『星獣戦隊ギンガマン』で初のメインライターを務める。
デビューから数年間は仕事は東映の特撮ドラマに限定されていたが、1997年の『地獄先生ぬ〜べ〜』第41話「トモダチニナリタイ…謎の同級生、戦慄の正体!!」以降はアニメにも関わるようになり、『ギャラクシーエンジェル』などではギャグやパロディを手がけるようにもなる。
2017年、モーニングの25号 - 27号に掲載された「アンロック」で漫画原作者としてデビュー。

## 作風
- 時代劇や刑事ドラマに影響を受けて育った世代を自認し、特に時代劇は『遠山の金さん』『水戸黄門』『必殺仕事人』などを小学生の頃からよく見ていた[2]。いわゆる「月9」に代表される恋愛ドラマを書きたいとは思わなかったという。恋愛ドラマが「嫌いというわけではない」としつつも「恋愛一辺倒ではなく（中略）命のやり取りをしているという緊張感がありながら、恋愛など人間らしい感情や生活を持っている人物を描きたい」と話している[1]。
- 平成仮面ライダーシリーズでパイロット版を手がけた作品では、主人公が仮面ライダーになるところから描写している[9]。初変身後には両手の平を見る仕草が毎回描写されており、パイロット版の監督を担当することが多い田﨑竜太や主役仮面ライダーのスーツアクターを務める高岩成二はリアクションが同じにならざるを得ないと述べている[9]。
- ヒーロー作品では怪人側のドラマを描写することも多いが、キャラクターを発想する段階から考えているのではなく、ドラマの中でそのキャラクターが登場することにより話がどう面白くなるかということを検討してのことであるという[10]。
- ゲストキャラクターを登場させることは少なく、特にスーパー戦隊シリーズではメンバーの関係性を掘り下げることを重視している[7]。『ギンガマン』では、少年レギュラーである青山勇太を足手まといにさせないと考えていたため、子供が足手まといになる展開では別の少年をゲストに登場させていた[8]。
- 「-だわ」などの女性的な言葉遣いを好んでおらず、『ギンガマン』のサヤは紅一点でありながら男勝りな性格と設定した[8]。

## エピソード
- 弟がいたことから、幼少期は男児向け・女児向けの区別なく子供番組を視聴しており、特にテレビアニメ『科学忍者隊ガッチャマン』の白鳥のジュンになりたいと考えていた[7]。
- 以前は脚本家の名前など特に意識していなかったが、影響を受けた作品としてドラマ『Gメン'75』やアニメ『キューティーハニー』『あしたのジョー』『ルパン三世』などを挙げている。「キャラに魅力がある」作品が好きなのだという[11]。
- シナリオ・センターに通っていた頃、会社員をしながら週1回出される課題を提出するのが大変だったという。「後にも先にも、こんなに一生懸命になったのはこのときだけです（笑）」と回想する[12]。
- シナリオライターとしてデビューした後も、数年は会社員をしながらシナリオを執筆していた。自宅にFAXがなかった時期には、「勤め先に武器のデザイン画が送られてきた」こともあったという[6]。
- 『重甲ビーファイター』の頃、「東映は新人養成学校じゃない」との上層部の意見で、それまでの作品に参加していた新人ライターの多くが一掃された。その際、当時新人の兼業作家だった小林に対しても風当たりが強かったが、同作品に参加していた宮下隼一や扇澤延男が庇ってくれたという。また、同じく同作品に参加していた先輩脚本家の鷺山京子の名義を借りて作品を発表したこともあった[12]（第11話「怒りロボ大暴走」[13]）。近年は自身が、脚本家の下山健人や毛利亘宏を東映に紹介している[14]。
- 東映アニメーション版『遊☆戯☆王』で知り合った井上敏樹と公私ともに仲が良く、しばしば一緒に仕事をしたり、井上の自宅のパーティに参加したりしている。
- 『ギンガマン』に出演した小川輝晃は、自身が起用された理由について小林が小川の出演していた『忍者戦隊カクレンジャー』のファンであったことを挙げている[15]。
- 『仮面ライダー龍騎』『美少女戦士セーラームーン』『仮面ライダー電王』など多数の作品で組んでいる東映プロデューサーの白倉伸一郎は、一般の脚本家がキャラクターをストーリーのための駒として扱うのに対して「小林靖子という人物は、ストーリーがキャラクターの従属物だと思っている」と評する[16]。これはキャラクターについて深く考え掘り下げるあまりストーリーを変更することがしばしばあり、普通の作家ならばそんな時はストーリー面からキャラクターの行動に制限をかけるが小林の場合はキャラクターを優先させることによる。
- 『電王』『仮面ライダーオーズ/OOO』などを手がけている東映プロデューサーの武部直美は、小林は「いい意味で頑固」で、「納得しないと1行も進まないような」面があると話している[17]。
- 『侍戦隊シンケンジャー』や『烈車戦隊トッキュウジャー』に参加した監督の中澤祥次郎は、「必ずいいものを書いてくれる」と信頼していることを述べている[18]。
- 2009年には、『シンケンジャー』でメインライターを務め、同時期に放送された『仮面ライダーディケイド』にもサブライターで参加している（自身がメインライターを務める『電王』と『シンケンジャー』が『ディケイド』にそのままの設定で関わってくるため）。また、同作品の第34話「親心娘心」・第35話「十一折神全合体」の監督はスーパー戦隊シリーズに10年ぶりに復帰した長石多可男だが、この回のシナリオ打ち合わせに臨む際、小林はプロデューサーの宇都宮孝明に「今年一番緊張する本打ち（本の打ち合わせ）です」と呟いたという[19]。

## 作品

### 特撮テレビドラマ

#### メインライター
- スーパー戦隊シリーズ
  - 星獣戦隊ギンガマン（1998年 - 1999年）
  - 未来戦隊タイムレンジャー（2000年 - 2001年）
  - 侍戦隊シンケンジャー（2009年 - 2010年）
  - 特命戦隊ゴーバスターズ（2012年 - 2013年）
  - 烈車戦隊トッキュウジャー（2014年 - 2015年）
- 仮面ライダーシリーズ
  - 仮面ライダー龍騎（2002年 - 2003年）
  - 仮面ライダー電王（2007年 - 2008年）
  - 仮面ライダーオーズ/OOO（2010年 - 2011年）
- 美少女戦士セーラームーン（2003年 - 2004年）

#### その他（特撮テレビドラマ）
- メタルヒーローシリーズ
  - 特捜ロボ ジャンパーソン 第40話（1993年 - 1994年）※デビュー作
  - ブルースワット（1994年 - 1995年）
  - 重甲ビーファイター（1995年 - 1996年）[注釈 4]
  - ビーファイターカブト（1996年 - 1997年）
- スーパー戦隊シリーズ
  - 電磁戦隊メガレンジャー（1997年 - 1998年）
  - 救急戦隊ゴーゴーファイブ（1999年 - 2000年）
  - 轟轟戦隊ボウケンジャー（2006年 - 2007年）
- 仮面ライダーシリーズ
  - 仮面ライダーアギト 第28話（2001年 - 2002年）
  - 仮面ライダーディケイド（2009年）
- 牙狼〈GARO〉〜MAKAISENKI〜 第5話（2011年）

### 一般テレビドラマ
- ほんとにあった怖い話「真夜中のサイレン」（2004年）
- 岸辺露伴は動かない（2020年・2021年・2022年）[20][21]
- 犬神家の一族（2023年、NHK BSプレミアム・NHK BS4K）[22]

### テレビアニメ

#### シリーズ構成・メインライター
- DINOZAURS : THE SERIES（2000年）
- あぃまぃみぃ!ストロベリー・エッグ（2001年）[23]
- ぴたテン（2002年） - 面出明美との共同で担当
- ごくせん（2004年）
- 灼眼のシャナ（2005年 - 2006年）[24]
- 夢使い（2006年）
- ウィッチブレイド（2006年）
- CLAYMORE（2007年）
- 灼眼のシャナII（Second）（2007年 - 2008年）
- BLASSREITER（2008年） - チーフライター[注釈 5]
- キャシャーン Sins（2008年 - 2009年）
- 灼眼のシャナIII（FINAL）（2011年 - 2012年）
- ジョジョの奇妙な冒険（2012年 - 2013年）
- 進撃の巨人（2013年）
- ジョジョの奇妙な冒険 スターダストクルセイダース（2014年 - 2015年）
- 牙狼〈GARO〉-炎の刻印-（2014年 - 2015年）
- ジョジョの奇妙な冒険 ダイヤモンドは砕けない（2016年）
- 進撃の巨人 Season2（2017年）
- 賭ケグルイ（2017年）
- 進撃の巨人 Season3（2018年 - 2019年）
- ジョジョの奇妙な冒険 黄金の風（2018年 - 2019年）
- どろろ（2019年）
- 賭ケグルイ××（2019年）
- ジョジョの奇妙な冒険 ストーンオーシャン（2022年）

#### その他
- 地獄先生ぬ〜べ〜（1997年）
- 春庭家の3人目（1998年）
- 遊☆戯☆王（1998年）
- 星方天使エンジェルリンクス（1999年）
- GEAR戦士電童（2000年 - 2001年）
- ギャラクシーエンジェル（2001年 - 2004年） - 全4シリーズに参加
- サイボーグ009 THE CYBORG SOLDIER（2001年 - 2002年）
- 七人のナナ（2002年）
- ぱにょぱにょデ・ジ・キャラット（2002年）
- ギルガメッシュ（2003年）
- デ・ジ・キャラットにょ（2003年 - 2004年）
- げんしけん（第1シリーズ）（2004年）
- ケロロ軍曹（第2シーズン）（2005年）
- 強殖装甲ガイバー（オー・エル・エム版）（2005年 - 2006年）
- 神様家族（2006年）
- 009-1（2006年）
- DEATH NOTE（2006年 - 2007年）
- 怪物王女（2007年）

### 映画

#### アニメ
- 劇場版 遊☆戯☆王（1999年）
- デジモンテイマーズ 冒険者たちの戦い（2001年）
- 劇場版 灼眼のシャナ（2007年）
- TRIGUN Badlands Rumble（2010年）
- 劇場版 ハヤテのごとく! HEAVEN IS A PLACE ON EARTH（2011年）
- GARO 薄墨桜（2018年）

#### 実写
- 仮面ライダーシリーズ
  - 劇場版 仮面ライダー電王 俺、誕生!（2007年）
  - 劇場版 仮面ライダー電王&キバ クライマックス刑事（2008年）
  - 劇場版 さらば仮面ライダー電王 ファイナル・カウントダウン（2008年）
  - 劇場版 超・仮面ライダー電王&ディケイド NEOジェネレーションズ 鬼ヶ島の戦艦（2009年）
  - 仮面ライダー×仮面ライダー×仮面ライダー THE MOVIE 超・電王トリロジー（2010年）
    - EPISODE RED ゼロのスタートウィンクル
    - EPISODE BLUE 派遣イマジンはNEWトラル

  - 劇場版 仮面ライダーオーズ WONDERFUL 将軍と21のコアメダル（2011年）
  - 仮面ライダー×仮面ライダー フォーゼ&オーズ MOVIE大戦MEGA MAX『仮面ライダーオーズ アンク復活と未来のメダルとつながる希望』（2011年）
  - 劇場版 仮面ライダーアマゾンズ Season1 覚醒（2018年）[25]※後述のAmazon プライム・ビデオ作品の劇場用総集編
  - 劇場版 仮面ライダーアマゾンズ Season2 輪廻（2018年）[26]※後述のAmazon プライム・ビデオ作品の劇場用総集編
- スーパー戦隊シリーズ
  - 侍戦隊シンケンジャー 銀幕版 天下分け目の戦（2009年）
  - 侍戦隊シンケンジャーVSゴーオンジャー 銀幕BANG!!（2010年）
  - 特命戦隊ゴーバスターズ THE MOVIE 東京エネタワーを守れ!（2012年）
  - 烈車戦隊トッキュウジャー THE MOVIE ギャラクシーラインSOS（2014年）
  - 烈車戦隊トッキュウジャーVSキョウリュウジャー THE MOVIE（2015年）
- 絶狼-ZERO- -BLACK BLOOD-（2014年）
- 映画刀剣乱舞-継承-（2019年）
- 岸辺露伴 ルーヴルへ行く（2023年）
- 岸辺露伴は動かない 懺悔室（2025年）

### オリジナルビデオ

#### OVA
- 地獄先生ぬ〜べ〜 決戦!陽神の術vs壁男（1998年）
- COLLECTION DVD イマジンあにめ2（2008年）

#### 実写
- 救急戦隊ゴーゴーファイブVSギンガマン（2000年）
- 仮面ライダーアギト 3大ライダー超決戦（ハイパーバトル）ビデオ アギトvsG3-Xvsギルス いま選ばれる最強ライダー（2001年）
- 美少女戦士セーラームーン Special Act（2004年）
- 帰ってきた侍戦隊シンケンジャー 特別幕（2010年）

### インターネット配信
- 仮面ライダーアマゾンズ（2016年） - 全話執筆
  - 仮面ライダーアマゾンズ season2（2017年） - 全話執筆

### 漫画
- ウィッチブレイド丈流（シナリオ）
- アンロック（原作）
- 断罪六区（原作）

### 舞台
- 仮面ライダー電王 ファイナルライブツアー（2008年） - 脚本
- TIGER & BUNNY THE LIVE（2012年） - 脚本監修
- 新浄瑠璃 百鬼丸～手塚治虫『どろろ』より～（2019年） - 脚本監修
- 平家物語 -胡蝶の被斬-（2025年） - 脚本[27]

### ゲーム
- ワンダーグラビティ ～ピノと重力使い～（2018年） - 脚本原案[28]

### 脚本以外の活動

#### 監修・協力
- 仮面ライダー×仮面ライダー×仮面ライダー THE MOVIE 超・電王トリロジー EPISODE YELLOW お宝DEエンド・パイレーツ（2010年） - 監修
- 仮面ライダー×仮面ライダー オーズ&ダブル feat.スカル MOVIE大戦CORE（2010年） - 脚本協力
- オーズ・電王・オールライダー レッツゴー仮面ライダー（2011年） - 脚本協力
- 仮面ライダーアマゾンズ外伝 蛍火（2018年 - ） - 監修
- 仮面ライダーアマゾンズ THE MOVIE 最後ノ審判（2018年） - 監修
- 平成仮面ライダー20作記念 仮面ライダー平成ジェネレーションズ FOREVER（2018年） - 脚本監修〈電王パート〉[29]
- 仮面ライダー電王 プリティ電王とうじょう！（2020年） - 監修

#### 作詞
- Don't Stop! メガシルバー（『電磁戦隊メガレンジャー』挿入歌）
- PSYMA〜破壊の烙印〜（『救急戦隊ゴーゴーファイブ』挿入歌）
- ピュルリクピュルリク（『ギャラクシーエンジェル』挿入歌）